# Darren Fletcher
Darren Barr Fletcher (Dalkeith, 1984. február 1. –) skót labdarúgó, 2025 óta a Manchester United U18-as csapatának vezetőedzője.

## Pályafutása

### Manchester United
Fletcher 2000 nyarán került a Manchester United ifiakadémiájára, 2001 februárjában pedig megkapta első profi szerződését. A legtöbben arra számítottak, hogy ő lesz David Beckham utódja és néhány év múlva kihagyhatatlan lesz a United kezdőjéből. A 2003–04-es szezonban számoltak vele először komolyan az első csapatnál, a 2004-es FA Kupa-döntőn, a Millwall ellen kezdőként kapott lehetőséget.
A 2004–05-ös idény elején alig léphetett pályára, de később több lehetőséghez jutott és 2005. január 1-jén, a Middlesbrough ellen 2–0-ra megnyert mérkőzésen megszerezte első gólját. 2005 októberében Roy Keane őt is erősen bírálta a Vörös Ördögök Middlesbrough elleni 4–1-es veresége után. November 6-án Fletcher egy Chelsea-nek fejelt győztes góllal adott csattanós választ a csapatkapitánynak.
A következő szezonban leginkább csereként számított rá Sir Alex Ferguson, mivel a középpályán általában a Cristiano Ronaldo, Paul Scholes, Michael Carrick, Ryan Giggs négyes kezdett. Az AS Roma ellen 7–1-es győzelem során Scholes eltiltása miatt kezdő lehetett. 2007 nyarán Owen Hargreaves, Nani és Anderson személyében újabb középpályások érkeztek a Manchester Unitedhez, így Fletcher még kevesebb játéklehetőséget kapott. Az is felmerült, hogy esetleg távozik, de a csapatnál maradt és remek formába lendült. Egy Arsenal elleni FA Kupa-meccsen két gólt is szerzett.
A 2008–09-es idény első két meccsén, a Newcastle United és a Portsmouth ellen kezdőként lépett pályára és mindkét meccsen gólt szerzett. Az előbbi 1–1-gyel, az utóbbi 1–0-val ért véget. 2008. október 3-án egy új, 2012-ig szóló szerződést írt alá csapatával. December 18-án gólt szerzett a klubvilágbajnokság elődöntőjében, a Gamba Ószaka ellen. Az Arsenal elleni UEFA-bajnokok ligája-elődöntő második mérkőzésén piros lapot kapott, ami miatt nem játszhatott a döntőben.

### West Bromwich Albion
2015. február 2-án, miután szerződése lejárt, ingyen szerződött a birminghami klubhoz. Február 8-án a Burnley FC ellen debütált. Első gólját április 11-én szerezte a Leicester City FC elleni 3–2-re elveszített bajnokin. Februári bemutatkozása, és 2015 októbere közt egy bajnokiról sem hiányzott. Október 28-án ő szerezte a győztes gólt a Newcastle United elleni 1–0-s mérkőzésen.

### A válogatottban
Fletcher a második válogatott meccsen győztes gólt szerzett Litvánia ellen. 2004. május 26-án, egy Észtország elleni barátságos meccsen csapatkapitányként vezette a skótokat. Ezzel ő lett a nemzeti csapat legfiatalabb kapitánya John Lambie után. 2005 októberében, egy vb-selejtezőn 25 méterről vette be a szlovének kapuját.2004 május 26-án az észtek elleni találkozón ő volt a csapatkapitány.Alex McLeish őt tette meg csapatkapitány-helyettesnek, majd 2009-ben, miután Barry Fergusont fegyelmi vétségek miatt kizárták a válogatottból, ő lett a nemzeti csapat kapitánya.

## Sikerei, díjai
- Angol bajnok: 2006-07, 2007-08, 2008-09, 2010-11, 2012-13
- FA Kupa-győztes: 2004
- Ligakupa-győztes: 2006, 2009, 2010
- FA Community Shield-győztes: 2003, 2007, 2008, 2010, 2013
- Bajnokok Ligája-győztes: 2008
- FIFA-klubvilágbajnok: 2008